# Csillámló tintagomba
A csillámló tintagomba (Coprinellus truncorum) a porhanyósgombafélék családjába tartozó, Európában, Észak-Amerikában és Ausztráliában honos, lombos fák korhadó törzsén élő, nem ehető gombafaj. 

## Megjelenése
A csillámló tintagomba kalapja max. 3,5 cm magas, fiatalon tojásdad alakú és 3 cm átmérőjű; később széles-kúposan, harangszerűen vagy domborúan, 5 cm szélesen kiterül. Színe eleinte barnásokkeres, később a szélén szürkés krémszínűen kifakul. Felszínét apró fehéres vagy okkerszín szemcsék, pikkelykék borítják; ezek idővel lekopnak. Széle fiatalon behajló, később egyenes; majdnem a kalap közepéig bordázott. 
Húsa vékony, törékeny; színe fehéres, kissé barnul. Szaga és íze nem jellegzetes.  
Lemezei szabadon állnak. Színük fiatalon fehér, később szürkésbarna, idősen megfeketednek és nyirkos időben elfolyósodnak. 
Tönkje 4-14 cm magas és 0,2-0,7 cm vastag. Töve kissé bunkósan megvastagszik, belül üregesedik. Felszíne sima vagy nagyon finoman szálas. Színe fehér.
Spórapora fekete vagy feketésbarna. Spórája tojásdad vagy ellipszis alakú, sima, mérete 6,7-9,3 x 4,7-6,4 µm. 

### Hasonló fajok
A kerti tintagomba, a házi tintagomba, a sereges tintagomba, a szöszös tintagomba, a sárgaszemcsés tintagomba hasonlíthat hozzá.  

## Elterjedése és termőhelye
Európában, Észak-Amerikában és Ausztráliában honos. 
Lombos fák korhadó törzsén, tuskóin található meg, mindig sokadmagával, kisebb-nagyobb csoportokban; gyakran az élő fák vastag, korhadó kérgén is előfordulhat, a talajhoz közel. Nyár elejétől az első fagyokig terem. 

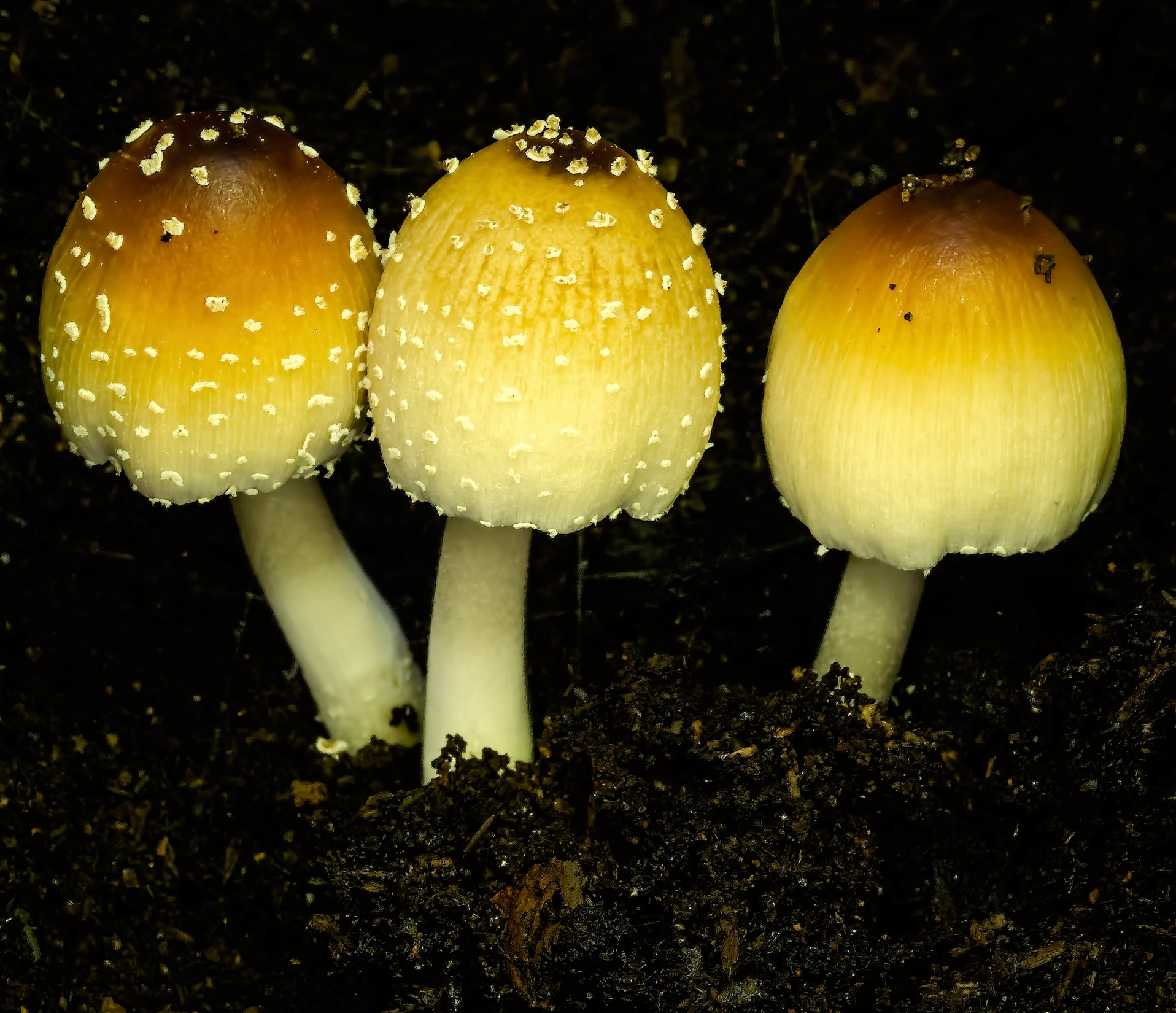
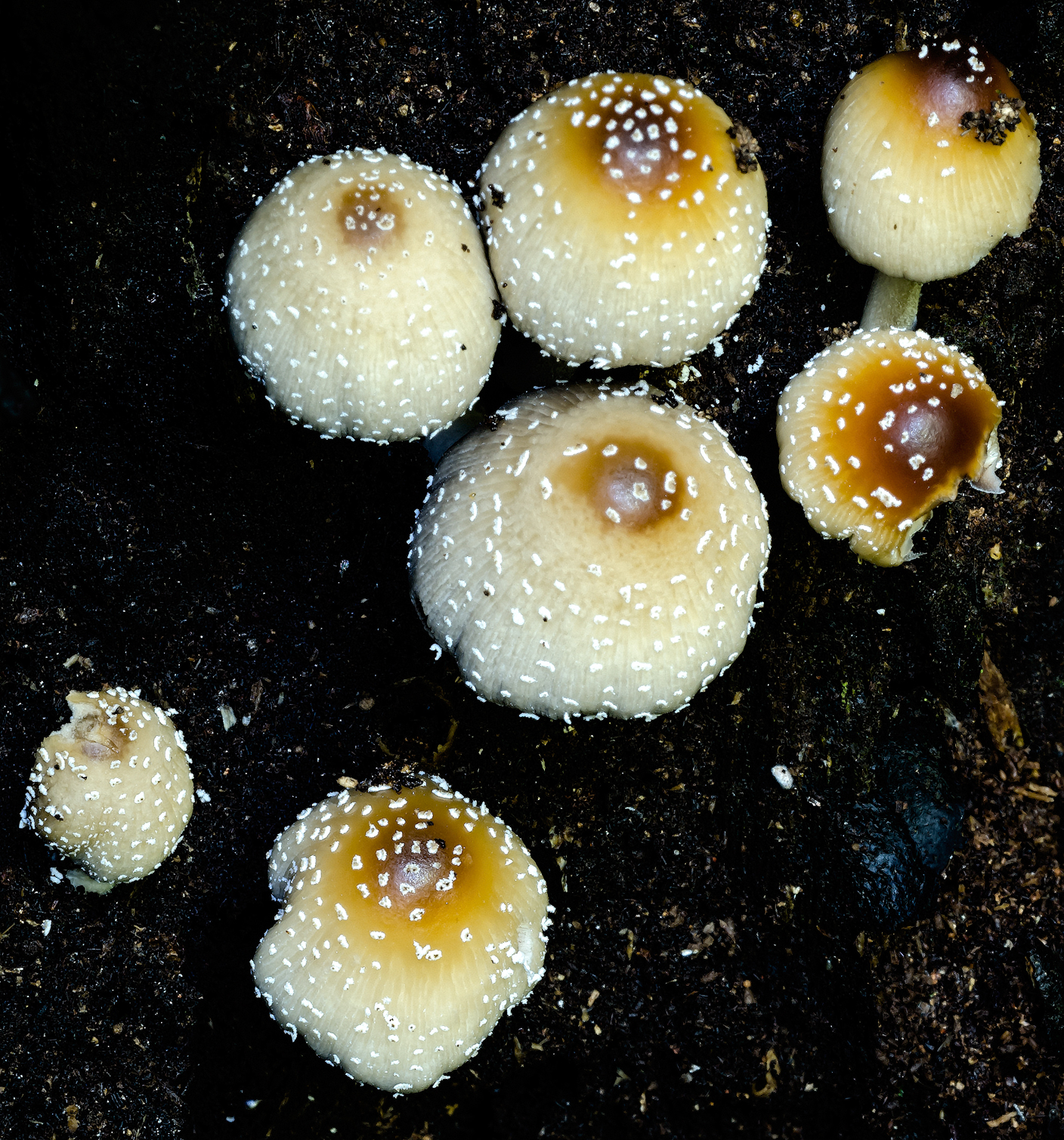
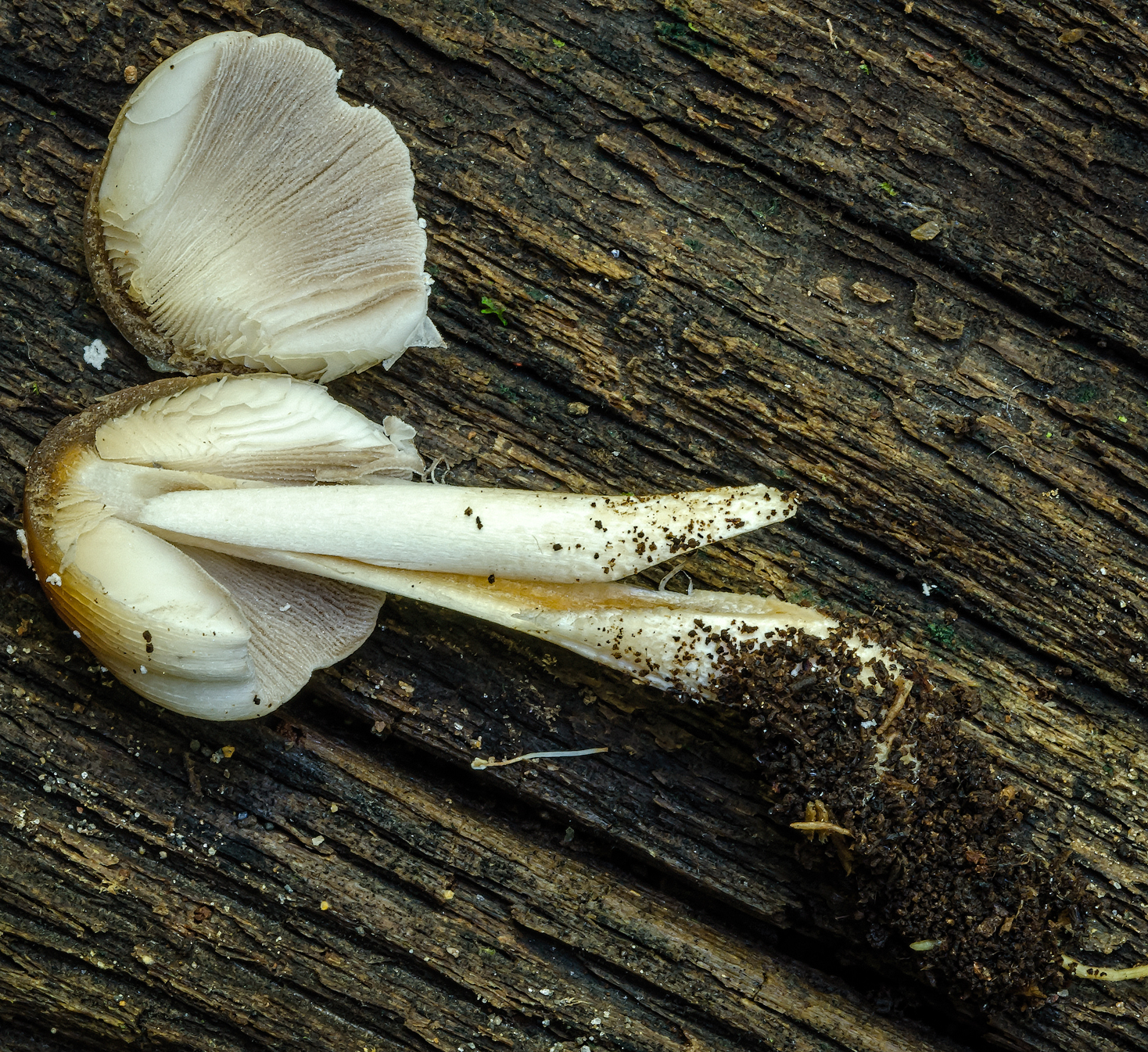
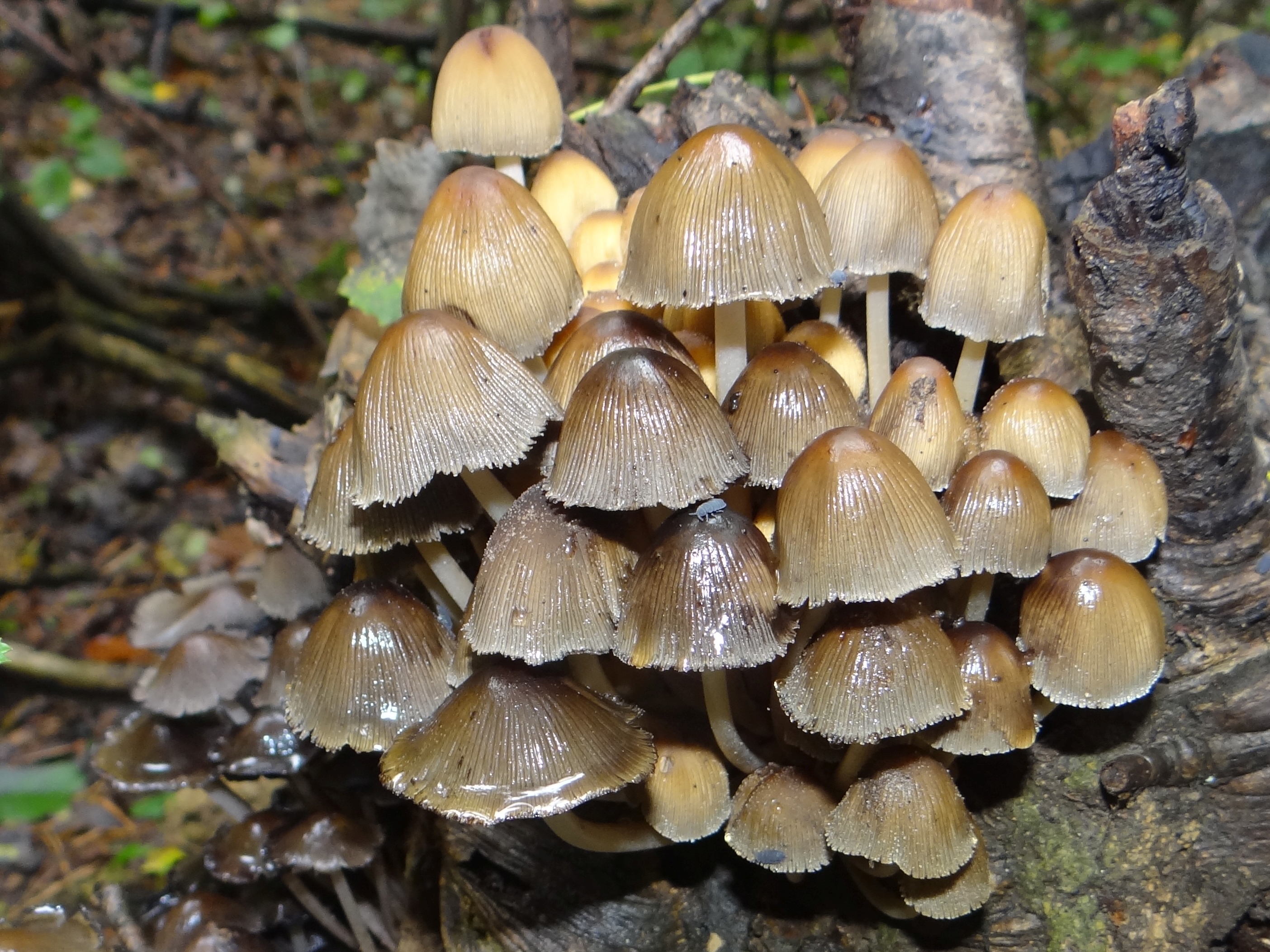
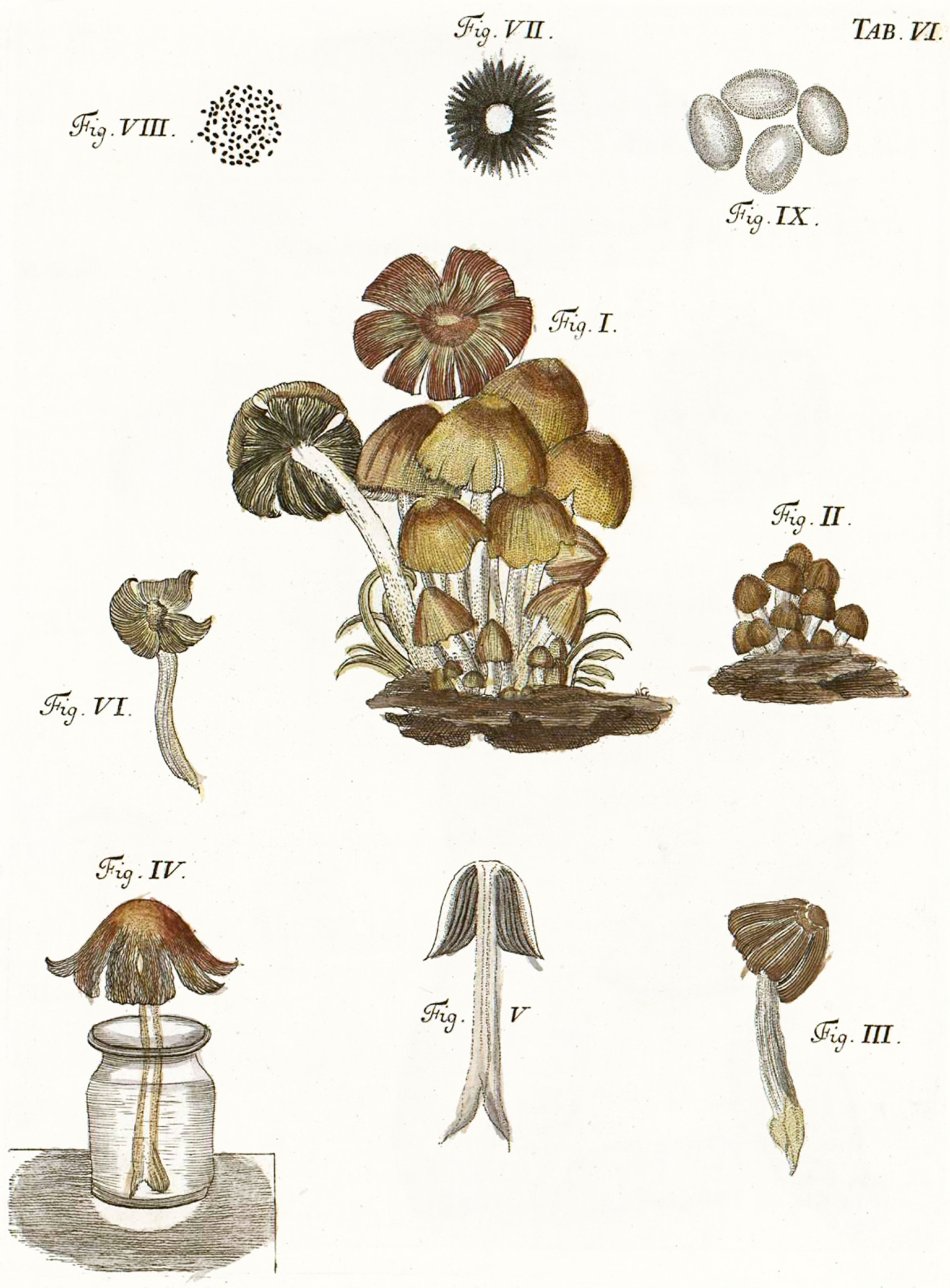

Nem ehető. 